# パウッロ
パウッロ（伊: Paullo）は、イタリア共和国ロンバルディア州ミラノ県にある、人口約11,000人の基礎自治体（コムーネ）。

## 地理

### 位置・広がり

#### 隣接コムーネ
隣接するコムーネは以下の通り。括弧内のLOはローディ県所属を示す。
- メディリア
- メルリーノ (LO)
- ムラッツァーノ (LO)
- セッターラ
- トリビアーノ
- ゼーロ・ブオン・ペルシコ (LO)

### 地震分類
イタリアの地震リスク階級 (it) では、3 に分類される
。

## 行政

### 分離集落
パウッロには、以下の分離集落（フラツィオーネ）がある。
- Conterico, Cascina Inzogo, Tombona, Ronco, Bentivoglio, Linate, Cossago, Cossaghetto, Villambrera, Fornace, Sant'Antonio, Casello, Gere, Cascina Nuova